# William Katz
William Katz (eigentlich Wilhelm Katz; geboren 15. Dezember 1895 in Diemerode bei Kassel; gestorben 31. Januar 1988 in Sydney) war ein deutsch-australischer Lehrer, Kantor und Rabbiner.

## Leben
Nach Beendigung seiner Schulzeit besuchte Katz ab 1912 das Lehrerseminar in Kassel. Er war zeitweise Schüler von Martin Buber und Franz Rosenzweig. Mit 26 Jahren bestand Katz das Staatsexamen 1921 summa cum laude.
Bereits seit 1919 wirkte er als Hilfslehrer an verschiedenen jüdischen Gemeinden. Von 1921 bis 1939 war er als Lehrer u. a. in Beckum (Westfalen), Mönchengladbach und Kassel tätig; ab 1929 auch als Kantor.
Der Central-Verein deutscher Staatsbürger jüdischen Glaubens berief Katz 1929 in den Vorstand. Dieses Amt bekleidete er bis 1938, als ihn die Nationalsozialisten des Amtes enthoben. Nach dem Novemberpogrom kam Katz in das  Konzentrationslager Buchenwald, wurde aber nach einiger Zeit wieder entlassen. 
1939 konnte Katz nach Australien emigrieren. Ab 1940 wirkte er in Sydney als Rabbiner und Rektor einer Religionsschule. Mit 65 Jahren legte Katz 1960 diese Ämter nieder und ging in Pension. 1980 veröffentlichte er seine Memoiren.
Im Alter von 93 Jahren starb William Katz 1988 in Sydney.

## Werke
- Ein jüdisch-deutsches Leben (1980).